# 郝鹏 (1960年)
郝鹏（1960年7月7日—），男，汉族，陕西凤翔人。中华人民共和国政治人物。现任中共辽宁省委书记，省人大常委会主任，省军区党委第一书记。
郝鹏毕业于西北工业大学，获得工学硕士学位，高级经济师职称，享受国务院政府特殊津贴。1982年3月加入中国共产党，曾任中共西藏自治区党委副书记、西藏自治区人民政府常务副主席，中共青海省委副书记、省长，国务院国有资产监督管理委员会党委书记、主任等职务。是中共第十八届中央候补委员，第十九届、第二十届中央委员，中共十九大、二十大代表及第十二、十四届全国人大代表。

## 履历

### 早年及国有企业
郝鹏早年曾在甘肃渭源县路园公社当插队知青。1978年10月，考入西北工业大学飞行器制造工程系机械加工专业学习。1982年7月毕业后，被分配到中航工业兰州飞控仪器总厂工作。在这家国营企业，郝鹏前后工作17年；历任分厂技术员，总厂共青团委副书记、书记，总厂厂长助理，综合计划处处长，塑编分厂厂长，机加分厂厂长；1993年，出任总厂经营副厂长；1994年，升任厂长，时年34岁。1995年8月，当选中华全国青年联合会副主席。自1997年，在西北工业大学自动控制系学习，攻读航空系统工程专业，并于2000年获得工学硕士学位。

### 甘肃省
1999年2月，郝鹏任甘肃省经贸委副主任（正厅级），开启从政之路。2000年8月，任中共兰州市委常委、副市长。2002年2月，任中共兰州市委副书记、副市长。

### 西藏自治区
2003年11月，调西藏工作，先后担任西藏自治区人民政府副主席，中共西藏自治区党委常委、自治区党委副书记；2006年11月起，任自治区政府常务副主席；期间，还曾兼任自治区党委政法委书记、自治区党校校长。

### 青海省
2013年3月，出任中共青海省委副书记，同月任青海省人民政府副省长、代理省长；同年4月，在青海省第十二届人大第二次会议上，正式当选为青海省人民政府省长；2013年5月，被青海省第十二届人大常委会第四次会议补选为第十二届全国人民代表大会代表。

### 国务院国资委
2016年12月，郝鹏入京，出任国务院国有资产监督管理委员会党委书记。
2019年5月，任国务院国有资产监督管理委员会主任，并继续担任党委书记。

### 辽宁省
2022年11月，任中共辽宁省委书记。2022年12月，不再担任国务院国有资产监督管理委员会主任职务。
2023年1月，当选为辽宁省人大常委会主任，同月出任辽宁省军区党委第一书记。2023年2月，当选第十四届全国人民代表大会代表。